# イーグルフライト
『イーグルフライト』 (Eagle Flight)は、ユービーアイソフトより2016年11月9日に発売されたPlayStation 4用（PlayStation VR専用）バーチャルリアリティソフト。
PC用（Oculus Rift、HTCのVive対応予定）としても2016年内発売予定。

## 概要
人類が姿を消して50年後のフランスのパリを舞台に、イーグル（オオワシ）になって自由に大空を飛び回るフライトアクションゲーム。エッフェル塔や凱旋門などの建築物も再現され、大空を自由に飛び回る感覚がバーチャルリアリティで体験できる。
基本操作はPS VRを装着したプレイヤーが首を動かすとその方向に旋回する。ボタンを押すと空気弾を発射することもできる。
2015年12月5日にアメリカのサンフランシスコで開催されたイベント「PlayStation Experience 2015」で発表された。